# Clique Girlz
Clique Girlz (wcześniej znany jako Clique) – amerykański girlsband. Zespół tworzyły siostry, Destinee i Paris Monroe. W 2010 zespół został rozwiązany. Destinee i Paris Monroe założyły zespół „Destinee & Paris”, Ariel Moore zespół „NMD (No More Drama)”, a Sara Diamond występuje jako solistka pod własnym nazwiskiem.

## Życiorys
W 2004 roku siostry Monroe poznały Ariel Moore w szkole i wówczas postanowiły, że założą zespół.
Matka Destinee i Paris była ich menadżerką.
Clique Girlz grały jako support dla takich wykonawców jak: Billy Ray Cyrus, The Click Five, Kirk Franklin i Jonas Brothers.
W 2007 roku dziewczyny opuściły swój dom i przeniosły się do Hollywood, gdzie zaczęły pracę nad albumem „Incredible”, który ukazał się w 2008 roku.
Wystąpiły na Six Flags z takimi artystami jak Drake Bell oraz Demi Lovato.
Ich pierwszy album „Incredible” został wydany 27 kwietnia 2008 w Japonii.
Wystąpiły także na Macy’s Thanksgiving Day Parade i pojawiły się na wielu galach, np. The Grammy, Kids Choice Awards, Teen Choice Awards i MTV Movie Awards.
Otworzyły także koncert The Cheetach Girls „One world tour”.
Nakręciły teledyski do utworów: „Incredible”, „Then i woke up” i „You think”.
Po tym, jak Ariel Moore odeszła z zespołu z przyczyn prywatnych, dziewczyny zaczęły szukać kolejnej, które zastąpiłaby jej miejsce.
Po długich poszukaniach w końcu znalazły – była to Sara Diamond. Dziewczyny ledwo nagrały z nią 3 lub 4 piosenki i Sara odeszła w kwietniu z niewiadomych powodów. Dziewczyny postanowiły, że nie będą szukać nowej „clique girl”, twierdząc, że to nie ma sensu.

## Destinee & Paris
W 2010 roku dziewczyny zmieniły nazwę zespołu z „Clique Girlz” na „Destinee & Paris” i
założyły nową stronę internetową. Pod nowym szyldem nagrały nowy album, który ukazał się jeszcze tego samego roku.
Wypuściły wtedy fragmenty utworów z albumu. tj.: „Go your own way”, „Sweet Sarah”, „It’s over” i „Heart of mine”.
Inne piosenki, które znalazły się na ich nowym albumie to: „Pretend”, „Bam” i „I’ve got a boyfriend”.

## Członkowie zespołu
- Destinee – wł. Destinee Rae Monroe (ur. 16 czerwca 1994). Gra na gitarze oraz śpiewa, jej pasją jest moda. (2004–2010)
- Paris – wł. Paris Quinn Monroe (ur. 9 stycznia 1996). Gra na gitarze, pianinie i wiolonczeli. Uwielbia tańczyć i gotować. Interesuje się modą. (2004–2010)
- Ariel – wł. Ariel Alexis Moore. (2004–2009)
- Sara – wł. Sara Diamond. (2009)

## Dyskografia
- 2007: Bratz: Motion Picture Soundtrack
- 2008: Clique Girlz (EP)
- 2008: Smile (EP)
- 2008: The Clique: Motion Picture Soundtrack.
- 2009: Incredible (EP)
- 2009: Incredible
- 2010: Destinee & Paris (jako Destinee & Paris)